# Aegle decandra
Aegle decandra là một loài thực vật có hoa trong họ Cửu lý hương. Loài này được Fern.-Vill. mô tả khoa học đầu tiên năm 1880.